# Muszyna Poprad
Muszyna Poprad – nieczynny przystanek osobowy w Muszynie, w województwie małopolskim, w Polsce.
Budynek dworcowy jest zamieszkany. 